# Ferocactus robustus
- Preporučena temperatura:  Noć: 9-12°C
- Tolerancija hladnoće:  najviše do -6°C
- Minimalna temperatura:  10°C
- Izloženost suncu:  cijelo vrijeme
- Porijeklo:  središnji Meksiko (Puebla)
- Opis:  mali kaktus bačvastog oblika
- Potrebnost vode:  malo vode kada se stabilizira
- Cvjetovi:  žute boje,široki su 4 cm

## Vanjske poveznice
|  | Zajednički poslužitelj ima stranicu o temi Ferocactus robustus    |
|  | Zajednički poslužitelj ima još gradiva o temi Ferocactus robustus |